# Mi-Août en Bretagne
Mi-Août en Bretagne (tot en met 2009 Mi-Août Bretonne) was een meerdaagse wielerwedstrijd in Bretagne, Frankrijk. De wedstrijd werd voor het eerst verreden in 1961 en maakt sinds 2009 deel uit van de UCI Europe Tour in de categorie 2.2. Vanwege financiële problemen werd de wedstrijd niet meer georganiseerd na 2012.